# هینا پنچال
هینا پانچال بازیگر هندی است که به خاطر آثارش در فیلم‌های هندی و مراتی زبان شهرت دارد. پانچال از فوریه ۲۰۲۰ در سریال تلویزیونی مجسه شادی کاروگه حضور داشته‌است.

## فیلم‌شناسی
- ۲۰۱۴: هوم‌های تین خرفاتی
- 2014: Life Mein Twist Hai
- ۲۰۱۴: مأنوس اک ماتی
- 2015: Just Gammat[۸]
- ۲۰۱۵: خانم تانکپور حاظیر هو
- 2015: Yagavarayinum Naa Kaakka (تامیل)
- ۲۰۱۵: راتنا منجری
- 2015: Lodde (کانادا)
- 2016: Malupu (تلوگو)
- 2017: Babuji Ek Ticket Bambai
- ۲۰۱۷: سانتیمنتال
- ۲۰۱۸: زمانی که اوباما اسامه را دوست داشت
- ۲۰۱۸: وانتاس
- 2018: Jaane Kyun De Yaaron
- 2018: Tu Tithe Asave
- ۲۰۱۸: کی زالا کالانا
- ۲۰۱۹: عطر
- ۲۰۱۹: دوماس

## تلویزیون
| سال  | نام              | نقش        | یادداشت                | مرجع.  |
| ---- | ---------------- | ---------- | ---------------------- | ------ |
| ۲۰۱۹ | بیگ باس مراتی ۲  | شرکت کننده | اخراج شده (مقام هفتم)  | [ ۹ ]  |
| ۲۰۲۰ | مجسه شادی کاروگه | شرکت کننده | اخراج شده (مقام چهارم) | [ ۱۰ ] |